# Operațiunea Paperclip

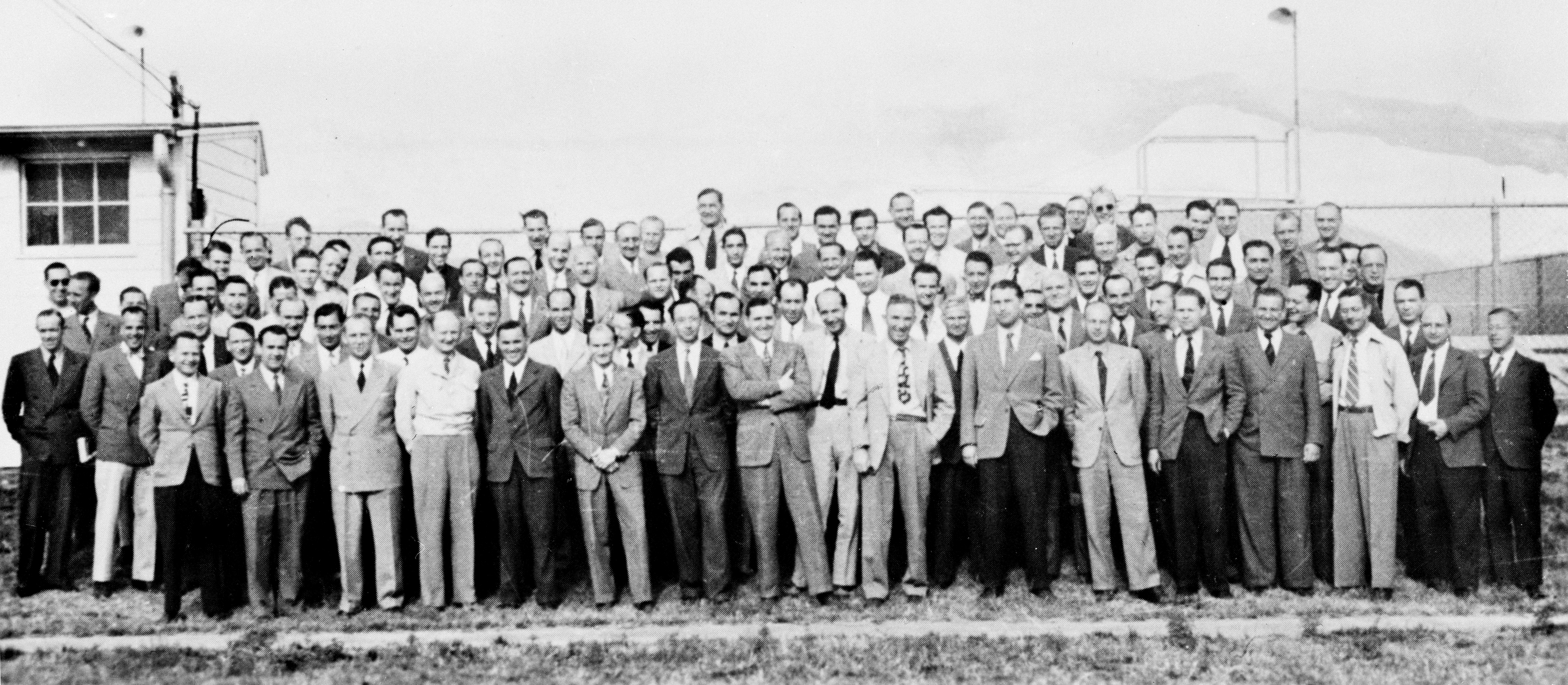
Membrii ai grupului Wernher Von Braun la Fort Bliss, S.U.A.

Operațiunea Paperclip (engleză Operation Paperclip; agrafă de birou) a fost un program al Office of Strategic Services (OSS) (Biroul de Servicii Strategice), autorizat în septembrie 1946 de președintele Harry Truman, folosit pentru a recruta oameni de știință din Germania nazistă pentru a lucra în Statele Unite în urma celui de al Doilea Război Mondial (1939 -45). Aceștia au primit cetățenia americană sub alte identități.

Mai mult de 1500 de savanți, ingineri și tehnicieni au ajuns să lucreze pentru S.U.A, după cel de-al doilea Război Mondial. Programul a fost executat de către Joint Intelligence Objectives Agency (JIOA) și în contextul viitorului Război Rece sovieto-american (1945 - 1991). Majoritatea au fost implicați la fabricarea rachetelor Aggregat, V-1 și  V-2 la uzinele din Peenemünde, grup cunoscut sub numele de Wernher Von Braun Group. 

Unicul scop al Operațiunii Paperclip a fost de a împiedica să ajungă cunoștințele științifice germane la URSS și  Regatul Unit și, totodată, de a opri Germania post-belică să dezvolte din nou cercetările militare. După capturarea majorității savanților germani, americanii i-au transferat temporar împreună cu familiile, în Landshut, din Bavaria.

Începând cu luna iulie 1945, au fost transferați  în S.U.A., unde inițial au fost reținuți pentru interogatorii într-o închisoare secretă din Fort Hunt, Virginia.

În anul 1947, forțele americane dețineau un număr de aproximativ 1 500 cercetători germani, alături de 3.700 rude și membri ai familiilor acestora.
La începutul anului 1950, statutul juridic al acestora a fost definitivat atunci când le-au fost eliberate vize, la consulatul american din Ciudad Juarez, Mexic, după care au intrat legal pe teritoriul S.U.A. 
În anul 1955, alți 94 de savanți germani (printre care Fridtjof Speer, Walter Dörnberger, Hermann Oberth, Jesco von Puttkamer, Guenter Wendt), au ajuns în Statele Unite, ridicând numărul acestora la circa 1 600. Mulți dintre ei au impulsionat decisiv domenii importante ale științei și cercetării din S.U.A. cum ar fi cercetarea aeronautică și aerospațială, domeniul electronicii și al medicinei, sau al serviciile secrete.
Oficial, Proiectul Paperclip s-a încheiat în anul 1957.

## Lista Osenberg
După intrarea S.U.A. în al doilea război mondial, situația strategică a Germaniei s-a schimbat. La începutul anului 1943, guvernul german a lansat o acțiune de revizuire a mai multor oameni de știință, ingineri și tehnicieni pentru a începe dezvoltarea de noi arme și tehnici de luptă. Aceștia urmau să fie evaluați politic și ideologic. 
Misiunea de a întocmi o listă cu aceștia, a revenit lui Werner Osenberg, un cercetător militar la Universitatea din Hanovra, care a condus Wehrforschungsgemeinschaft (Asociația pentru Cercetare militară). Astfel a apărut așa numita „lista lui Osenberg”, un document păstrat secret pentru mai mulți ani.
În luna mai 1945, un spion polonez a găsit fragmente din lista lui Osenberg ascunse într-o toaletă dintr-o clădire a Universității din Bonn. Lista a ajuns la serviciul secret MI6, care au trimis-o omologilor americani. Robert B. Staver, șeful Direcției de Studii și Cercetări asupra Aparatelor de Propulsie cu Reacție din cadrul Armatei Americane, a folosit această listă pentru a organiza un prim lot de oameni de știință germani care aveau să fie capturați și interogați. 

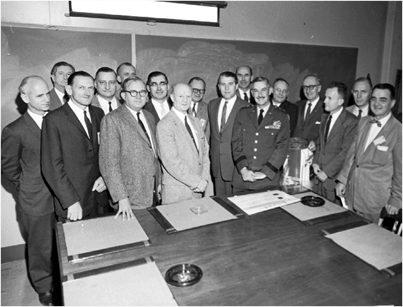
Grupul Von Braun în 1959

### Grupurile de oameni de știință
- În septembrie 1945, primul grup de șapte specialiști în rachete au sosit din Germania inițial la Fort Strong, apoi la Fort Bliss, Texas în S.U.A.: August Schultze, Eberhard Rees, Erich W. Neubert, Theodor A. Poppel, Walter Schwidetzky, Wernher Von Braun, Wilhelm Jungert.

- Optzeci și șase de experți în aeronautică au fost transferați la Wright Field, Ohio printre care Gerhard Aichinger, Alexander Lippisch, Erwin Naumann, Hermann Nehlsen, Franz Josef Neugebauer, Wolfgang Noeggerath, Werner Von der Nuell, Rudolph Opimz, Albert Karl Patin etc.

- Un grup important de chimiști și fizicieni în energie atomică  a fost constituit din Erich Bagge, Heinz Ewald, Horst Korsching, Kurt Diebner, Karl Wirtz, Otto Hahn (laureat al Premiului Nobel în anul 1944, părintele chimiei nucleare), Paul Harteck, Arnold Flammersfeld, Siegfried Flugge, Werner Heisenberg (fizician și laureat al Premiului Nobel, a fondat mecanica cuantică) etc. [4]

## Operațiuni similare

### Proiectul Ratlines
Operațiune secretă, asemănătoare proiectului Paperclip, a fost proiectul Ratlines, prin care  ofițeri superiori ai SS și Gestapo, au reușit să ajungă în diferite țări din America Latină, în special în Argentina, Paraguay, Brazilia, și Chile, de asemenea, în Orientul Mijlociu, în Egipt.

### Proiectul Safehaven
O altă operațiune specializată, care avea ca scop identificarea savanților capturați de sovietici, precum și a celor care reușiseră să fugă în Africa, Spania sau America de Sud.

### Operațiunea Osoaviakhim
Echivalentul sovietic al operațiunii Paperclip.